# 莫里尼-尚皮尼
莫里尼-尚皮尼（法語：Morigny-Champigny，法語發音：[mɔʁiɲi ʃɑ̃piɲi] ⓘ）是法国法兰西岛大区埃松省的一个市镇，属于埃唐普区。该市镇于1807年由原市镇莫里尼（Morigny）和尚皮尼（Champigny）合并而成。

## 地理
莫里尼-尚皮尼（48°26'47"N, 2°11'0"E）面积30.85 平方千米，位于法国法蘭西島大區埃松省，该省份为法国北部内陆省份，北起上塞纳省和马恩河谷省，西接厄尔-卢瓦省和伊夫林省，南至卢瓦雷省，东临塞纳-马恩省。
与莫里尼-尚皮尼接壤的市镇（或旧市镇、城区）包括：埃特雷希、欧韦尔圣乔治、布维尔、布里耶尔莱塞莱、埃唐普、拉福雷圣克鲁瓦、皮斯莱勒马赖。

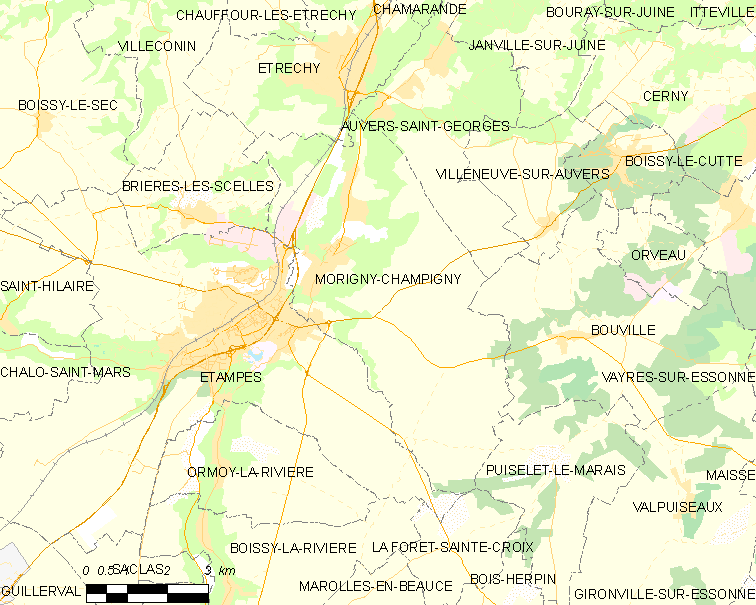
莫里尼-尚皮尼的OSM定位图

莫里尼-尚皮尼的时区为UTC+01:00、UTC+02:00（夏令时）。

## 行政
莫里尼-尚皮尼的邮政编码为91150，INSEE市镇编码为91433。

## 政治
莫里尼-尚皮尼所属的省级选区为埃唐普县。

## 人口

1962-2008年间莫里尼-尚皮尼人口变化图示

莫里尼-尚皮尼于2022年1月1日时的人口数量为4435人。